# Batinjani (Pakrac)
Batinjani su naselje u Republici Hrvatskoj u Požeško-slavonskoj županiji, u sastavu grada Pakraca.

## Zemljopis
Batinjani se nalaze zapadno od Pakraca, susjedna naselja su Stari Majur i Novi Majur na istoku, Mali Banovac na zapadu, te Gornja Obrijež na sjeveru.

## Povijest
6. listopada 1991. odvila se je bitka za Batinjane jedna od najvažnijih i presudnih bitaka na pakračkom, ali i cijelom zapadnoslavonskom ratištu.

## Stanovništvo
Prema popisu stanovništva iz 2011. godine Batinjani su imali 38 stanovnika.
| broj stanovnika | 185   | 293   | 226   | 287   | 280   | 364   | 451   | 514   | 503   | 456   | 448   | 339   | 322   | 266   | 86    | 38    | 44    |
|                 | 1857. | 1869. | 1880. | 1890. | 1900. | 1910. | 1921. | 1931. | 1948. | 1953. | 1961. | 1971. | 1981. | 1991. | 2001. | 2011. | 2021. |